# Barrington Brown Falls
Barrington Brown Falls är ett vattenfall i Guyana. Det ligger i regionen East Berbice-Corentyne, i den sydöstra delen av landet. Barrington Brown Falls ligger i floden Courantyne 175 meter över havet.
I omgivningarna runt Barrington Brown Falls växer i huvudsak städsegrön lövskog.